# 예조
예조(禮曹, 문화어: 례조)는 고려와 조선의 행정기관이다. 고려 성종 이전에는 예관이라고 칭했고 고려 성종 이후로는 예부로 불렸다. 원나라 간섭기에는 전리사로 이부와 통폐합되었다가 이후 의조로 독립했다가 병조, 전조를 통합하여 선부로 개편되었다. 공민왕 때 다시 예부로 환원되었다가 이후 예의사를 거쳐서 공양왕 때 비로소 예조로 개편되었다. 육조 가운데 하나로, 예의 및 음악과 제사 및 연회와 외교, 교육과 과거에 대한 사항을 담당한다. 
갑오개혁 이후 고종31년인 1894년에 학무아문과 외무아문으로 기능이 분리되었고 연이어서 학부와 외부가 예조의 기능을 이어받았다. 일제강점기 때는 조선총독부 내무부 휘하의 학무국으로 그 기능이 축소되었다.
고대 주나라에서 대종백(大宗伯)으로 불렀다하여 옛스럽게 별칭으로 부르기도 하였다. 춘관(春官)이라고도 한다.

## 청사
예조 청사는 경복궁 광화문 앞 세종대로의 서편에 있었으며, 이는 현재 서울특별시 종로구 세종로 77-6번지의 정부서울청사 본관 부지이다. 판서, 참판, 참의의 세 당상관이 근무하던 당상대청, 정랑과 좌랑이 근무하던 낭청대청 등의 건물이 존재하였다.

## 관직

### 본조
| 품계  | 관직         | 정원 | 비고 |
| ----- | ------------ | ---- | ---- |
| 정2품 | 판서(장관)   | 1명  |      |
| 종2품 | 참판(차관)   | 1명  |      |
| 정3품 | 참의(차관보) | 1명  |      |
| 정5품 | 정랑         | 3명  |      |
| 정6품 | 좌랑         | 3명  |      |

### 역대 예조의 당상관들

#### 역대 예조판서

##### 예조전서

###### 태조
- 용희수
- 조박
- 이민도
- 조영규
- 정윤보
- 조서
- 김을상

###### 정종
- 민경상
- 신극례
- 성석인

###### 태종
- 노필
- 이화영
- 김첨
- 최운사
- 구성량

##### 예조판서

###### 태종
- 이문화
- 전백영
- 이문화
- 정구
- 이지
- 김한로
- 이응
- 서유
- 유정현
- 설미수
- 황희
- 설미수
- 성석인
- 황희
- 정역
- 이원
- 조용
- 맹사성
- 변계량
- 김여지
- 민여익
- 변계량

###### 세종
- 변계량
- 권흥
- 허조
- 이지강
- 김여지
- 황희
- 신상
- 이맹균
- 신상
- 허성
- 하연
- 권제
- 민의생
- 김종서
- 정갑손
- 정인지
- 허후

###### 문종
- 허후
- 이사철
- 이승손

###### 단종
- 이승손
- 김조
- 김하

###### 세조
- 김하
- 박중손
- 홍윤성
- 황수신
- 이승손
- 홍윤성
- 이극배
- 박원형
- 원효연
- 강희맹
- 박원형
- 신숙주
- 김겸광
- 임원준

###### 예종
- 임원준
- 박원형
- 김겸광
- 신숙주

###### 성종
- 김겸광
- 신숙주
- 이승소
- 허종
- 이승소
- 윤자운
- 이파
- 유지
- 신승선
- 성건
- 노공필
- 성현

###### 연산군
- 성현
- 박안성
- 이세좌
- 김응기
- 김감
- 민효증
- 송질

###### 중종
- 송질
- 김응기
- 신용개
- 정광필
- 박열
- 신용개
- 홍숙
- 김응기
- 장순손
- 김전
- 권균
- 김전
- 권균
- 박열
- 이계맹
- 권균
- 남곤
- 이계맹
- 권균
- 남곤
- 신상
- 권균
- 신상
- 홍숙
- 김극성
- 윤은보
- 장순손
- 심정
- 허굉
- 김극성
- 이항
- 심정
- 허굉
- 윤은보
- 김극성
- 윤은보
- 유여림
- 소세양
- 홍숙
- 김안로
- 홍숙
- 손주
- 김안로
- 홍숙
- 심언경
- 유관
- 김인손
- 유관
- 김인손
- 윤인경
- 허항
- 윤인경
- 심언경
- 김인손
- 유여림
- 김안국
- 유여림
- 이귀령
- 김안국
- 성세창
- 정옥형
- 성세창
- 권벌
- 김안국
- 허자
- 이언적
- 정사룡
- 성세창
- 정옥형
- 임권

###### 인종
- 임권
- 윤개

###### 명종
- 윤개
- 신광한
- 윤원형
- 심연원
- 이미
- 윤개
- 정사룡
- 이명규
- 정사룡
- 홍섬
- 심통원
- 윤춘년
- 오겸
- 홍섬
- 정유길
- 원계검
- 정유길
- 이량
- 오겸
- 원계검
- 송기수
- 홍섬
- 박영준
- 윤춘년
- 박영준
- 송기수
- 박충원
- 이탁
- 홍섬
- 이탁

###### 선조
- 이탁
- 이황
- 박충원
- 김귀영
- 박충원
- 정종영
- 박영준
- 정유길
- 박영준
- 성세장
- 박충원
- 정종영
- 정유길
- 성세장
- 김귀영
- 정종영
- 유전
- 이양원
- 정유길
- 정철
- 홍성민
- 유성룡
- 이우직
- 홍성민
- 정탁
- 유홍
- 유성룡
- 권극례
- 황정욱
- 윤근수
- 정탁
- 한응인
- 이원익
- 권극지
- 이덕형
- 정창연
- 윤근수
- 김응남
- 정창연
- 이증
- 김찬
- 정곤수
- 김명원
- 김찬
- 홍진
- 김찬
- 권협
- 정창연
- 이헌국
- 이기
- 김찬
- 이호민
- 홍진
- 심희수
- 이기
- 이증
- 심희수
- 홍진
- 심희수
- 이호민
- 심희수
- 홍진
- 이정구
- 유근
- 이정구
- 홍진
- 이광정
- 송언신
- 유근
- 노직
- 이정구
- 이광정
- 기자헌
- 이호민
- 허성
- 박홍구
- 황진
- 신흠
- 허성
- 권협

###### 광해군
- 권협
- 정창연
- 박홍구
- 신흠
- 이정구
- 신흠
- 이정구
- 이이첨
- 임취정

###### 인조
- 윤방
- 이정구
- 오윤겸
- 김상용
- 이정구
- 김상용
- 서성
- 홍서봉
- 김상용
- 서성
- 홍서봉
- 김상헌
- 장유
- 김류
- 이홍주
- 김상용
- 정광적
- 최명길
- 이홍주
- 강석기
- 홍서봉
- 이안눌
- 홍서봉
- 조익
- 이홍주
- 홍서봉
- 장유
- 김신국
- 홍서봉
- 이홍주
- 김상헌
- 이현영
- 강석기
- 최명길
- 이현영
- 조익
- 김상헌
- 강석기
- 한여직
- 강석기
- 한여직
- 이현영
- 강석기
- 이덕형
- 이현영
- 윤의립
- 이덕형
- 강석기
- 이덕형
- 심즙
- 남이웅
- 이현영
- 윤의립
- 이경증
- 윤의립
- 이덕형
- 이경여
- 남이웅
- 이경증
- 이식
- 이덕형
- 김수현
- 남이웅
- 이명한
- 남이웅
- 이식
- 김육
- 조익
- 김육
- 정태화
- 이식
- 정태화
- 심액
- 정태화
- 심액
- 한흥일
- 조익

###### 효종
- 김육
- 한흥일
- 조경
- 오준
- 조경
- 오준
- 임담
- 오준
- 임담
- 심액
- 이기조
- 민응형
- 이기조
- 박서
- 오준
- 임담
- 이후원
- 오준
- 남선
- 정유성
- 이후원
- 오준
- 이후원
- 오준
- 채유후
- 이후원
- 정치화
- 홍명하
- 채유후
- 홍명하
- 윤강

###### 현종
- 윤강
- 홍명하
- 윤강
- 홍중보
- 정치화
- 이일상
- 김남중
- 정치화
- 김남중
- 조형
- 김남중
- 허적
- 홍중보
- 김좌명
- 김수항
- 이일상
- 김수항
- 홍명하
- 홍중보
- 김수항
- 홍중보
- 이일상
- 정치화
- 이일상
- 윤강
- 이일상
- 박장원
- 윤강
- 박장원
- 윤강
- 김수항
- 윤강
- 정치화
- 박장원
- 윤강
- 정치화
- 홍중보
- 정지화
- 홍중보
- 김수항
- 이경억
- 조복양
- 이경억
- 조복양
- 김좌명
- 이경억
- 박장원
- 김수항
- 조복양
- 민정중
- 이경억
- 정지화
- 민정중
- 조형
- 홍처량
- 강백년
- 조형
- 장선징

###### 숙종
- 장선징
- 김만기
- 권대운
- 강백년
- 오정위
- 장선징
- 민희
- 홍우원
- 민희
- 홍우원
- 목내선
- 김휘
- 이지익
- 장선징
- 이지익
- 오정위
- 민희
- 목내선
- 홍우원
- 오시수
- 홍우원
- 민암
- 이관징
- 이무
- 민암
- 오정창
- 여성제
- 홍처량
- 조사석
- 여성제
- 이정영
- 조사석
- 이단하
- 여성제
- 김석주
- 여성제
- 신정
- 남용익
- 남이성
- 남용익
- 신정
- 이숙
- 조사석
- 윤지완
- 이단하
- 신정
- 홍만용
- 이민서
- 이단하
- 이익
- 김만중
- 조사석
- 신정
- 여성제
- 이민서
- 남용익
- 김덕원
- 이관징
- 민암
- 민종도
- 유명현
- 유명천
- 이관징
- 이우정
- 유하익
- 이관징
- 유명현
- 권유
- 윤지선
- 박태상
- 신완
- 신익상
- 박태상
- 이세백
- 박태상
- 이세백
- 이수언
- 박태상
- 윤지선
- 이세백
- 이여
- 신완
- 이여
- 최규서
- 서종태
- 김진구
- 박세당
- 김진구
- 김구
- 정재희
- 신완
- 이세화
- 최규서
- 정재희
- 이여
- 최규서
- 이이명
- 이언강
- 최규서
- 엄집
- 서종태
- 김진구
- 서종태
- 김진구
- 민진후
- 조상우
- 민진후
- 윤세기
- 민진후
- 이이명
- 김창협
- 서문유
- 조태채
- 이익수
- 이인엽
- 조상우
- 이인엽
- 홍수헌
- 강현
- 황흠
- 윤세기
- 이돈
- 조상우
- 민진후
- 최규서
- 조태구
- 이돈
- 최규서
- 윤덕준
- 이돈
- 민진후
- 황흠
- 김진규
- 윤덕준
- 황흠
- 김진규
- 송상기
- 김우항
- 민진후
- 송상기
- 박권
- 조태구
- 송상기
- 민진후
- 이만성
- 민진후
- 정호
- 송상기
- 정호
- 이건명
- 최석항
- 민진원
- 민진후
- 이관명
- 권상유
- 민진후
- 유명웅
- 권상유
- 이관명

###### 경종
- 이관명
- 이의현
- 송상기
- 이의현
- 이조
- 심단
- 이태좌
- 유봉휘
- 이사상
- 이조
- 조태억
- 심단
- 김연
- 이진검

###### 영조
- 이진검
- 민진원
- 정호
- 홍치중
- 민진원
- 심택현
- 이병상
- 심택현
- 이의현
- 김흥경
- 심택현
- 이의현
- 유명홍
- 심택현
- 이병상
- 신사철
- 이집
- 김시환
- 신사철
- 박사익
- 심택현
- 윤순
- 서명균
- 신사철
- 송인명
- 이진망
- 권업
- 송성명
- 김시환
- 김취로
- 신사철
- 윤순
- 이병상
- 신사철
- 김재로
- 김취로
- 김동필
- 정형익
- 조현명
- 김취로
- 조현명
- 이정제
- 조상경
- 송진명
- 윤유
- 김취로
- 윤혜교
- 윤순
- 송성명
- 김시환
- 김취로
- 송진명
- 윤혜교
- 윤순
- 신사철
- 윤순
- 윤혜교
- 신사철
- 조상경
- 홍현보
- 조관빈
- 이기진
- 민응수
- 윤순
- 이병상
- 민응수
- 조상경
- 서종급
- 조상경
- 서종옥
- 이병상
- 윤용
- 조관빈
- 신사철
- 정석오
- 서종옥
- 이기진
- 정석오
- 오광운
- 정석오
- 조관빈
- 민응수
- 이종성
- 정수기
- 조상경
- 조괸빈
- 서종급
- 정우량
- 이주진
- 조관빈
- 홍상한
- 김약로
- 정우량
- 조관빈
- 권적
- 이주진
- 신만
- 이주진
- 김약로
- 이주진
- 유엄
- 서종급
- 조재호
- 권적
- 신만
- 서명빈
- 신만
- 박문수
- 홍봉한
- 신만
- 이익정
- 원경하
- 홍봉한
- 박문수
- 홍봉한
- 이익정
- 홍봉한
- 김상성
- 홍상한
- 김상성
- 이익정
- 이정보
- 홍봉한
- 이성중
- 윤급
- 조영국
- 이성중
- 이익정
- 홍상한
- 이철보
- 홍상한
- 조운규
- 정휘량
- 홍상한
- 심성진
- 이익정
- 윤급
- 한익모
- 이익정
- 남태제
- 신회
- 남태기
- 신회
- 김상복
- 이정보
- 홍상한
- 이정보
- 한익모
- 구윤명
- 구윤옥
- 구윤명
- 이익보
- 조운규
- 원경순
- 홍계희
- 한익모
- 이익보
- 이지억
- 남태제
- 신만
- 이창의
- 윤급
- 홍상한
- 이최중
- 심수
- 남태제
- 김상익
- 서지수
- 김상철
- 정홍순
- 이사관
- 조명정
- 신회
- 정홍순
- 이창수
- 신회
- 심수
- 이창수
- 정실
- 신회
- 이경호
- 이창의
- 이창수
- 정홍순
- 이경호
- 정홍순
- 신회
- 조명정
- 구윤명
- 홍인한
- 이은
- 박상덕
- 이경호
- 한광회
- 이경호
- 홍명한
- 박상덕
- 신회
- 서명응
- 황경원
- 원인손
- 이사관
- 이창수
- 조엄
- 정홍순
- 원인손
- 홍인한
- 이창수
- 심각
- 조중회
- 민백흥
- 이익원
- 정상순
- 이담
- 조엄
- 서명선
- 조중회

###### 정조
- 채제공
- 정존겸
- 정상순
- 서명선
- 이휘지
- 정상순
- 채제공
- 홍낙성
- 이경호
- 김화진
- 서유경
- 김화진
- 구윤옥
- 권도
- 이경호
- 채제공
- 이중호
- 정광한
- 김종수
- 이연상
- 채제공
- 홍낙성
- 김익
- 김종수
- 서유경
- 김익
- 홍낙성
- 유언호
- 김익
- 정민시
- 이갑
- 정민시
- 김익
- 서호수
- 유언호
- 정상순
- 김노진
- 이명식
- 김종수
- 김노진
- 서유린
- 정민시
- 정상순
- 김화진
- 정일상
- 서호수
- 이재협
- 서유린
- 정상순
- 엄숙
- 김이소
- 서유방
- 홍낙명
- 김노진
- 서유린
- 김노진
- 이재간
- 정창순
- 김노진
- 이재간
- 조준
- 정민시
- 이재간
- 김노진
- 김이소
- 구윤명
- 서호수
- 조시준
- 이문원
- 이재협
- 유언호
- 윤시동
- 정일상
- 윤시동
- 이재간
- 서유린
- 홍양호
- 이명식
- 이재협
- 정창성
- 서유린
- 홍양호
- 김이소
- 정창성
- 송재경
- 오재순
- 이병모
- 이명식
- 이재간
- 한광회
- 심풍지
- 오재순
- 정창순
- 이병모
- 오재순
- 윤숙
- 이재간
- 정창순
- 이갑
- 이재간
- 정창순
- 김문순
- 오재순
- 조경
- 오재순
- 김문순
- 서호수
- 박종악
- 김희
- 이병모
- 김희
- 오재순
- 이병모
- 정창순
- 오재순
- 서호수
- 이치중
- 서호수
- 심풍지
- 오재순
- 김이소
- 홍억
- 이병모
- 정창순
- 조종현
- 홍억
- 정창순
- 정호인
- 홍억
- 김문순
- 홍억
- 오재순
- 이갑
- 정창순
- 조종현
- 서호수
- 오재순
- 이문원
- 홍억
- 민종현
- 정호인
- 민종현
- 이병정
- 민종현
- 이문원
- 김상집
- 이갑
- 홍양호
- 민종현
- 홍억
- 홍양호
- 민종현
- 이재학
- 정창순
- 홍양호
- 김재찬
- 이갑
- 서정수
- 민종현
- 이병정
- 김상집
- 이병정
- 민종현
- 이득신
- 심환지
- 구윤명
- 구상
- 이조원
- 민종현
- 조종현
- 이시수
- 조상진
- 황승원
- 김문순
- 심환지
- 조상진
- 김재찬
- 황승원
- 서용보
- 김문순
- 서형수
- 황승원
- 이조승
- 이병정
- 서매수
- 이만수
- 서용보
- 이만수

###### 순조
- 서용보
- 이만수
- 한용귀
- 윤행임
- 김조순
- 김관주
- 정대용
- 이만수
- 민태혁
- 이만수
- 윤광보
- 서매수
- 조진관
- 한용귀
- 이익모
- 서영보
- 김희순
- 이만수
- 이시원
- 조윤대
- 조득영
- 남공철
- 김이익
- 오재소
- 김이도
- 이면긍
- 홍명호
- 한만유
- 심상규
- 박윤수
- 박종래
- 김희순
- 김이익
- 이면응
- 박종경
- 이집두
- 김계락
- 이조원
- 이익운
- 이집두
- 김계락
- 박종경
- 박종래
- 남공철
- 민명혁
- 박종경
- 한용탁
- 김시근
- 김이양
- 박종래
- 조덕윤
- 남공철
- 김희순
- 이희갑
- 이만수
- 김노경
- 이노익
- 김노경
- 이희갑
- 이존수
- 이헌기
- 심상규
- 김이양
- 이상황
- 이헌기
- 김노경
- 권상신
- 김이양
- 이호민
- 김시근
- 김재창
- 이상황
- 김시근
- 홍익호
- 김노경
- 박종훈
- 이석규
- 이희갑
- 김이교
- 조만영
- 이석규
- 김이양
- 김노경
- 김이재
- 조만영
- 송면재
- 김유근
- 조종영
- 이면승
- 이희갑
- 조종영
- 박주수
- 이지연
- 홍기섭
- 김이교
- 이석규
- 조종영
- 서준보
- 홍석주
- 홍기섭
- 이희갑
- 김유근
- 서준보
- 이지연
- 홍석주
- 서유구
- 송면재
- 조만영
- 이희갑
- 김재창
- 정기선
- 심능악
- 박종훈
- 김난순

###### 헌종
- 김난순
- 김유근
- 조인영
- 이기연
- 박기수
- 이기연
- 김유근
- 홍경모
- 정원용
- 조병현
- 김교근
- 김이재
- 정원용
- 이희준
- 박기수
- 이익회
- 이희준
- 박회수
- 서희순
- 박회수
- 이헌구
- 박영원
- 서희수
- 박회수
- 김흥근
- 조기영
- 서좌보
- 조병구
- 박기수
- 조학년
- 박영원
- 조학년
- 서희순
- 서기순
- 박영원
- 조병현
- 이가우
- 박영원

###### 철종
- 서기순
- 성수묵
- 이약우
- 이헌구
- 이가우
- 김좌근
- 박영원
- 서기순
- 서좌보
- 윤정현
- 이계조
- 김만근
- 이헌구
- 이학수
- 이경재
- 조두순
- 김학성
- 홍종응
- 조기영
- 민치성
- 윤치수
- 김위
- 김수근
- 김보근
- 안광직
- 홍재철
- 이돈영
- 윤정현
- 홍종응
- 이학수
- 김학성
- 홍열모
- 권대긍
- 서염순
- 김보근
- 남병철
- 정기세
- 성원묵
- 서헌순
- 오취선
- 서대순
- 김병국
- 김정집
- 김병교
- 서유훈
- 윤치정
- 김정집
- 김병학
- 정최조
- 홍열모
- 이우
- 강시영
- 김대근
- 정기세
- 이노병
- 신석우
- 김병국
- 김병교
- 이종우
- 이겸재
- 남병철
- 윤치수
- 윤치정
- 홍종응
- 윤치수
- 이유원
- 조득림
- 신석희
- 홍우길
- 이경재
- 김병교
- 서대순
- 한정교
- 김대근
- 이현서
- 남병철
- 이근우
- 홍재철
- 정기세
- 이우
- 조연창
- 홍우길
- 김학성
- 김병덕

###### 고종
- 임백수
- 홍종응
- 이의익
- 이원명
- 이의익
- 김세균
- 이인고
- 김세균
- 이시원
- 김병학
- 조헌영
- 조석우
- 홍종서
- 조휘림
- 김응균
- 박규수
- 김병국
- 이재원
- 김병국
- 김병기
- 유장환
- 남병길
- 이흥민
- 서원순
- 조귀하
- 한계원
- 오취선
- 이정재
- 이재원
- 송정화
- 김세균
- 윤교성
- 김익문
- 홍순목
- 김세균
- 서형순
- 조석우

### 판예조사
공이 있고 덕이 있는 신하에게 혹은, 공신이나 원로대신들에게 주는 직책으로 판예조사(判禮曹事)가 있었다. 녹봉만 받고 실제 예조 업무는 행사하지 않는 명예직에 가까웠다.

## 부서
예조 본청에는 3개의 속사(屬司, 소속 부서)가 있었으며, 각 정랑과 좌랑 각 1인이 할당되었다. 
- 계제사(稽制司) : 의식, 제도, 도회, 경연, 사관(史官), 교육, 과거와 표문과 전문[表箋], 책봉문 및 천문, 물시계, 나라의 제삿날[國忌] 및 임금의 사당이름과 나라의 상사나 장사 등의 일을 담당한다. 과거시험을 관리하였다는 점에서 오늘날 한국교육과정평가원의 업무를 일부 수행하였던 기관이었다.
- 전향사(典享司) : 연회, 제사, 제물로 쓰는 희생과 제사그릇[牲豆], 음식물, 의약 등의 일을 담당한다.
- 전객사(典客司) : 사신(使臣)을 비롯하여 왜인과 야인을 영접하며 외국에서 조공(朝貢)을 하러 오는 것과 관련하여 연회를 차려주고 물건을 주는 등의 일을 담당한다.

## 속아문
예조에서 관장하는 속아문(屬衙門, 하급 관청)은 아래와 같다.
- 홍문관
- 예문관
- 성균관
- 춘추관
- 승문원
- 통례원
- 봉상시
- 교서관
- 내의원
- 예빈시
- 장악원
- 관상감
- 전의감
- 사역원
- 세자시강원
- 종학
- 소격서
- 종묘서
- 사직서
- 빙고
- 전생서
- 사축서
- 혜민서
- 도화서
- 활인서
- 귀후서
- 사학
- 문소전의 참봉.
- 연은전의 참봉.
- 경기의 각 능과 전의 참봉.